# Министерство культуры и информации Сербии
Министерство культуры и информации Сербии (серб. Министарство културе и информисања Републике Србије) — орган государственного управления Сербии, отвечающий за проведение политики в области культуры и информации. Министерство располагается в здании бывшего Аграрного банка в Белграде по адресу Влайковичева улица, дом 3. В здании оно занимает первый и второй этажи.
2 мая 2024 года был утверждён новый состав Правительства Сербии, Министерство культуры и информации возглавил Никола Селакович.
В организационном плане оно делится на секторы, отделения, отделы и группы. Основная часть состоит из шести секторов: культурного наследия, современного творчества, информирования и СМИ, международных отношений и евроинтеграции в сфере культуры, развития электронных исследований, финансово-экономического. Кроме того, в состав Министерства входят секретариат и кабинет министра. Отдельным подразделением является группа внутреннего аудита.